# Mikis Theodorakis
Mikis Theodorakis (gr. Μίκης Θεοδωράκης), grški skladatelj in politik, * 29. julij 1925, otok Ios, Grčija, † 2. september 2021, Atene.

## Delo
Njegovo najbolj znano delo je glasba k filmu Grk Zorba (kasneje jo je uporabil tudi za svoj istoimenski balet). Poleg filmske glasbe pa je pisal tudi balete, opere, kantate, oratorije, cikluse pesmi in simfonije.

### Baleti
- Grški karneval (1953)
- Le Feux aux Poudres (1958)
- Les Amants de Teruel (1959)
- Elektra (1963)
- Sedem grških plesov (1985)
- Grk Zorba (1987-1988)

### Opere
- Kostas Karyotakis (1984-1985)
- Medeja (1988-1990)
- Elektra (1995-1996)
- Lizistrata (1990-2000)

## Glasbeni primer
- Grk Zorba